# Оситна
Оситна́ (до 1875 року — Ла́рієве) — село в Україні, у Новомиргородській міській громаді Новоукраїнського району Кіровоградської області. Територія села — 180 га. Населення становить 327 осіб. Колишній центр Оситнянської сільської ради.

## Географія
Селом тече Балка Широкий Яр.

## Історія

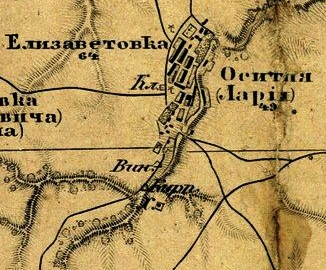
Оситна на військово-топографічній карті 1869 року

### Етимологія назви
Село отримало свою назву від лівої притоки Великої Висі — річки Оситна, що тут протікає. Старожили підтверджують версії щодо початкової назви села Осикна, а річки — Осикнянка.

### XVIII століття
Вважається, що Оситна виникла після 1752 року як форпост для попередження татарських набігів. За іншими даними, вже на початку XVIII століття в центрі сучасного села, територія якого входила тоді до Дикого поля, з'явився козацький зимівник з невеликих глиняних жител. Поселенці були вихідцями з Полтавщини; очолював їх козак Громаш. Згодом територія зимівника розширилась і отримала назву Козацької Слободи. Землі слободи мали козацький устрій.

### XIX століття
Після скасування козацтва земля на території Козацької Слободи була поділена між членами сільської общини, яка зберегла окремі козацькі закони. На один двір наділялось 5 десятин землі. Перерозподіл землеволодінь відбувався через кожні два роки. Територія колишньої Козацької Слободи у розмовній мові отримала назву Громашівка.
На північ від Громашівки розташовувались землі польського графа Марходського, продані йому, за переказом, Єлизаветою Петрівною. Площа земель графа становила близько тисячі десятин. Проживали тут переважно поляки. Місцевість згодом отримала назву Єлисаветівка.
Південніше слободи містилась територія, яку понині називають Ларієве. Цими землями володів поміщик Ларієв, який в XIX столітті збудував тут маєток з господарськими будівлями, церкву, млин, великі комори та цегельний завод. Через жорстокі покарання кріпаків вони часто палили скирти зі збіжжям, покидали обжиті місця і переселялись далі в степ. На їх місце приходили робітники з Київщини та Черкащини. Після селянської реформи 1861 року селяни довгий час залишались на становищі кріпаків через неспроможність сплатити за землю.
Причиною суперечок між поміщиками Ларієвим та Марходським були землі колишньої Козацької Слободи, однак Громашівку ніхто з них до своїх володінь не приєднав. Після занепаду господарства Ларієва він продав свої землі, залишивши лише маєток та церкву. Через кілька років його було поховано у панському склепі. Нащадки Ларієва покинули село і більше сюди не повертались. Його землі викупили заможні селяни, головним чином, із Київської губернії.
Землі Марходського після його смерті перейшли до одного з синів, який занедбав господарство і програв батьківський маєток у карти бідняку Костирці. Той видав свою доньку заміж за поміщика з-під Єлисаветграда Варуна, якому і відійшов маєток. В 1873 році у власність Варуна перейшла майже вся територія села. Господарство налагодилось, врожаї та доходи від них підвищились. Новий поміщик розширив тваринницькі ферми, збудував цукроварню та спиртзавод, забезпечивши селянам роботу не лише на літо, а й на зиму.
В 1875 році село отримало свою сучасну назву.

### XX століття
Після революційних подій 1905–1907 років Варун виїхав з Оситної до Португалії. Землі з маєтком він залишив у розпорядження сільської общини, але вже скоро всі будівлі було потрощено і спалено. Під час перевороту 1917 року було остаточно знищено панський маєток та церкву.
У ході примусової колективізації в селі було створено три колгоспи: «Більшовик», «Червоноармієць» та «Хлібороб», які першопочатково розміщувались у спорожнілих дворах заможних селян. Пізніше було зведено глинобитні тваринницькі приміщення, ферми та комори, криті соломою.
Після Голодомору 1932—1933 років, до Оситної в 1934 році було переселено вихідців з Росії та Житомирщини.
На фронтах Другої Світової війни воювали 182 оситнянці, з яких 130 загинуло. На примусові роботи до Німеччини було вивезено близько 30 юнаків та дівчат. 1 березня 1944 року Оситну було звільнено від німецької окупації.
У 1954 році в Оситнянській середній школі у дві зміни навчалось 290 учнів та працювало 15 вчителів. Пізніше було збудовано нові приміщення ферми та дитячого садку, будинок культури, ФАП, шкільний спортзал, колгоспну та шкільну їдальні. Функціонувала бібліотека з фондом 7,8 тис. книг.
В 1980-ті роки практично всі вулиці Оситної (загальною протяжністю 8 км) було асфальтовано, зведено двоповерхове адміністративне приміщення.
З 1996 року село почало занепадати. Однією з причин масового відтоку населення з Оситної до початку 2000-х років був складний транспортний зв'язок з районним центром. Після будівництва автотраси та ділянки автомобільної дороги довжиною 8,4 км цю проблему частково було вирішено.

## Населення
Станом на 1917 рік, у селі в 500 дворах мешкало 3 тис. осіб.
В роки Голодомору 1932–1933 років в Оситній померло 2 тис. чоловік, близько півтисячі людей виїхало; кількість населення зменшилась до 500 осіб.
В 1954 році населення Оситної становило 740 мешканців.
Згідно з переписом УРСР 1989 року чисельність наявного населення села становила 553 особи, з яких 254 чоловіки та 299 жінок.
За переписом населення України 2001 року в селі мешкало 467 осіб.
За попередніми підрахунками, 2007 року в Оситній мешкало 393 людини, а станом на 1 січня 2009 року — 360 осіб в 149 дворах.
Станом на 1 січня 2015 року, у селі мешкало 327 осіб.
| 1917 | 1933 | 1954 | 2001 | 2007 | 2009 | 2015 |
| ---- | ---- | ---- | ---- | ---- | ---- | ---- |
| 3000 | 500  | 740  | 467  | 393  | 360  | 327  |
|      | ▼    | ▲    | ▼    | ▼    | ▼    | ▼    |

### Мова
Розподіл населення за рідною мовою за даними перепису 2001 року:
| Мова       | Відсоток |
| ---------- | -------- |
| українська | 97,22 %  |
| російська  | 1,93 %   |
| молдовська | 0,43 %   |
| інші       | 0,42 %   |

## Інфраструктура
В селі функціонує загальноосвітня школа I—II ступенів, бібліотека та фельдшерсько-акушерський пункт. Загальна кількість дворів — 149.

### Транспорт
Регулярні перевезення здійснює рейсовий автобус сполученням Оситна—Кропивницький.

## Вулиці
В Оситній налічується 12 вулиць:
- Дружби вул.
- Центральна вул.
- Зоряна вул.
- Миру вул.
- Набережна вул.
- Перемоги вул.
- Північна вул.
- Садова вул.
- Слави вул.
- Степова вул.
- Українська вул.
- Шкільна вул.